# سیربون اوتارا
سیربون اوتارا (اندونزیایی: Cirebon Utara) شهری در استان جاوه غربی کشور اندونزی است. جمعیت این شهر بر اساس سرشماری سال ۱۹۹۰ میلادی، ۲۲٫۳۸۴ نفر و بر اساس سرشماری سال ۲۰۰۰ میلادی، ۶۸٫۴۶۰ بوده که در سال ۲۰۰۷ میلادی به ۱۱۲٫۷۲۷ نفر افزایش یافته‌است.